# Alida Valli
Alida Valli (31. maj 1921 - 22. april 2006) var en italiensk skuespillerinde. Hun var kendt som Anna Schmidt i Den tredje mand fra (1949).